# She Is (álbum de Jonghyun)
She Is (hangul: 좋아; rr: Joh ah "good") é o primeiro álbum de estúdio do cantor e compositor sul-coreano Jonghyun, lançado em 24 de maio de 2016 produzido pela S.M. Entertainment e distribuído por KT Music.

## Antecedentes e lançamento
Jonghyun lançou o álbum através de uma variedade de sites de música em 24 de maio de 2016, e oficialmente começou as promoções com sua aparição no M! Countdown da Mnet em 26 de maio. O álbum consiste de 9 canções e é descrito por Jonghyun como o álbum que "um pode sentir sua paixão como um compositor e mais" e cobre vários gêneros tais como electro-punk, EDM e R&B. 8 das 9 canções são compostas pelo próprio artista. O estilo de moda de Jonghyun para as promoções reflete elementos da tendência conhecida de "SHINee Trend", incluindo roupas coloridas e calças jeans skinny, além disso, ele demonstra um olhar inspirado nos anos 90.

## Desempenho comercial
Na Coréia do Sul, She Is atingiu o topo da parada Gaon Album Chart na edição datada de 22 a 28 de maio de 2016. O álbum passa um total de três semanas no top 10 do gráfico e um total de cinco semanas no top 100.
Nos Estados Unidos, She Is atingiu o pico de número 4 no Billboard's World Albums para a semana de 11 de junho de 2016, sendo a estréia mais alta da semana. Na mesma semana, o álbum entrou e atingiu o pico de número 20 no Billboard's Heatseekers Albums.
She Is entrou no número 8 no gráfico sul-coreano Gaon Album Chart para o mês de maio de 2016, com um total de 45.415 cópias vendidas. Para o mês de junho de 2016, o álbum alcançou a #10 posição com 10.574 cópias vendidas. O álbum vendeu 57,163 cópias apenas em 2016.

## Lista de faixas
| N.º            | Título                | Letras         | Música                                                                                     | Arranjo                                                                                    | Duração |  |
| 1.             | "She Is" (좋아)       | Kim Jong-hyun  | Kim Jong-hyun Crush Philtre Wefreaky                                                       | Philtre                                                                                    | 03:11   |  |
| 2.             | "White T-Shirt"       | Kim Jong-hyun  | Henrik Meinke Jonas Kalisch Alexsej Vlasenko Jeremy Chacon Ilanguaq Lumholt Marcus Winther | Henrik Meinke Jonas Kalisch Alexsej Vlasenko Jeremy Chacon Ilanguaq Lumholt Marcus Winther | 02:58   |  |
| 3.             | "Orbit" (우주가 있어) | Kim Jong-hyun  | Kim Jong-hyun Wefreaky Coach & Sendo                                                       | Wefreaky Coach & Sendo                                                                     | 03:17   |  |
| 4.             | "Moon"                | Kim Jong-hyun  | Kim Jong-hyun LDN Noise Adrian McKinnon                                                    | LDN Noise                                                                                  | 02:44   |  |
| 5.             | "AURORA"              | Kim Jong-hyun  | Kim Jong-hyun Deez                                                                         | Deez                                                                                       | 03:54   |  |
| 6.             | "Dress Up"            | Kim Jong-hyun  | Kim Jong-hyun LDN Noise                                                                    | LDN Noise                                                                                  | 03:05   |  |
| 7.             | "Cocktail"            | Kim Jong-hyun  | Kim Jong-hyun Bryan-Michael Cox Clifford Henson                                            | Bryan-Michael Cox Clifford Henson                                                          | 03:39   |  |
| 8.             | "RED"                 | Kim Jong-hyun  | Kim Jong-hyun Wefreaky Ryan Kim Chase                                                      | Im Kwang-Ok Ryan Kim Chase                                                                 | 03:14   |  |
| 9.             | "Suit Up"             | Kim Jong-hyun  | Kim Jong-hyun Wefreaky SCORE                                                               | Wefreaky SCORE                                                                             | 03:50   |  |
| Duração total: | Duração total:        | Duração total: | Duração total:                                                                             | Duração total:                                                                             | 29:52   |  |

## Paradas musicais
| Gráfico (2016)                     | Melhores posições |
| ---------------------------------- | ----------------- |
| Japan Albums (Oricon Albums Chart) | 21                |
| South Korean Albums (Gaon)         | 1                 |
| US World Albums (Billboard)        | 4                 |

## Prêmios e indicações

### Programas musicais
| Canção   | Programa                  | Data               |
| -------- | ------------------------- | ------------------ |
| "She Is" | The Show (SBS MTV)        | 31 de maio de 2016 |
| "She Is" | Show Champion (MBC Music) | 1 de junho de 2016 |

## Histórico de lançamento
| País          | Data               | Formato             | Gravadora                   |
| ------------- | ------------------ | ------------------- | --------------------------- |
| Mundialmente  | 24 de maio de 2016 | Digital download    | S.M. Entertainment          |
| Coreia do Sul | 24 de maio de 2016 | CD Digital download | S.M. Entertainment KT Music |